# 코토팍시주

코토팍시 주의 위치

코토팍시주(스페인어: Provincia de Cotopaxi)는 에콰도르 중부에 위치한 주로 주도는 라타쿵가이며 면적은 6,108.23km2, 인구는 409,205명(2010년 기준), 인구 밀도는 67명/km2이다. 7개 지방 자치체를 관할한다. 북쪽으로는 피친차 주, 동쪽으로는 나포 주, 남쪽으로는 퉁구라우아 주와 볼리바르 주, 서쪽으로는 산토도밍고데로스차칠라스 주, 로스리오스 주와 접한다. 높이가 5,897m에 달하는 활화산인 코토팍시 산이 위치한다.

주기

## 같이 보기
- 에콰도르의 주